# 鬼馬小夫妻
《鬼馬小夫妻》，（日语：我慢できない！）（1995年），關西電視台，有兩輯，第一輯是《鬼馬小夫妻》，第二輯是《新鬼馬小夫妻》(1996年)，兩輯故事似景近似但沒有直接關聯，因為故事內容涉及成人情節，在香港TVB播出的時間是深夜十二時，故收視一般。

## 演員
- 大庭きわみ (鈴木京香 飾)（TVB粤语配音：梁少霞）
- 大庭謙治（謙二） (西村和彥 飾)（TVB粵語配音：陳卓智）

## 第二輯角色
- 福本櫻 （若村麻由美飾）（TVB粵語配音：林元春）
- 福本悠介 （的場浩司飾）

## 主題曲
CRAZY GONNA CRAZY（樂隊trf主唱）

## 故事
新婚夫婦和同住的新郎父母，相處間的趣事，劇情搞笑。